# Џенел Ерс
Џенел Ерс (енгл. Janelle S. Ayres) је америчка имунологиња и микробиологиња, чланица НОМИС-а Центра за имунобиологију и  патогенезу микроба и председавајућа на Институту за биолошке науке Салк (енгл. Salk Institute for Biological Studies).   Њено истраживање усредсређено је на односе у интеракције домаћин-патоген са микробиомом.

## Образовање
Дипломирала је молекуларну и ћелијску биологију на Универзитет Калифорније (Беркли) а докторирала на Медицинском факултету Универзитета Станфорд у лабораторији Davidа Schneiderа, радећи на изучавању отпорности и толеранцији микроорганизама на инфекцију применом модела,  организма винске мушице (Drosophila). Затим је завршила постдокторске студије са Russell Vance  на Универзитет Калифорније (Беркли), где је обавила истраживања о улози урођеног имунитета у препознавању патобионата отпорних на лекове или потенцијално вирулентних врста из микробиома.

## Истраживања
Тренутно истраживање Џенел Ерс фокусира се на то како микроби могу да промовишу здравље у организму свог домаћина. У том истраживању она користи математичке и еволуционе моделе да предвиди како се корисни микроби у цревима могу применити за борбу против болести. Конкретно, њена лабораторија је показала како сој Ешерихије коли спречава оштећења изазван упалом и како сој Салмонеле инхибира анорексију изазвану болешћу, штитећи тако свог домаћина од штетних ефеката инфекције.